# Отношения Индонезии и Папуа — Новой Гвинеи
Отношения Индонезии и Папуа — Новой Гвинеи — двусторонние дипломатические отношения между Индонезией и Папуа — Новой Гвинеей. Протяжённость государственной границы между странами составляет 824 км.

## История
Дипломатические отношения между странами были установлены в 1975 году, вскоре после обретения независимости Папуа — Новой Гвинеи от Австралии. С момента обретения независимости Папуа — Новой Гвинеей в 1975 году граница между этой страной и провинцией Индонезии Западной Новой Гвинеей стала причиной для возникновения взаимной подозрительности. Индонезия с помощью дипломатии и политики запугивания предостерегала Папуа — Новую Гвинею от соблазна стать трансграничным убежищем для сепаратистов из Западной Новой Гвинеи. Политики Порт-Морсби опасались проявлений индонезийского экспансионизма и сочувствовали населению Западной Новой Гвинеи в их борьбе за сохранение своей культурной идентичности против политики индонезации. В это же время правительство Папуа — Новая Гвинеи также чётко осознавало огромный военный дисбаланс между вооружёнными силами этих стран.
27 октября 1986 года завершились переговоры по разработке нового соглашения по урегулированию отношений с целью определить права и обязанности сторон вдоль границы, в итоге был подписан договор о взаимном уважении, сотрудничестве и дружбе. Договор представлял собой двусторонний пакт о ненападении, в котором обе стороны договорились «избегать конфликтов между народами и урегулировать любые разногласия, которые могут возникнуть только мирными средствами». В договоре также было указано, что стороны «не должны угрожать или применять силу друг против друга», это послужило основой для создания прочной структуры мира и сотрудничества между странами.
Договор 1986 года оставил много вопросов нерешёнными. Осталась нерешённой проблема беженцев из Западной Новой Гвинеи в Папуа — Новую Гвинею. Кроме того, Папуа — Новая Гвинея не согласилась проводить совместные силовые операции по обеспечению безопасности в приграничных районах, а войска Индонезии продолжили пересекать государственную границу из-за борьбы с повстанцами. Порт-Морсби продолжил критиковать политику Джакарты в Западной Новой Гвинее, а также обвинил Индонезию в скрытой интервенции во внутреннюю политику Папуа — Новой Гвинеи. Тем не менее, странам удалось избежать атмосферы неизбежного военного конфликта, что омрачало первое десятилетие двусторонних отношений. В 1990 году был подписан новый договор о границе. В январе 1992 года в ходе государственного визита индонезийцев в Папуа — Новую Гвинею премьер-министр Рабби Намалиу и министр обороны Индонезии подписали соглашение о статусе сил, регулирующее права и обязанности двух стран. Хотя обе стороны отрицали, что соглашение предусматривает возможность совместных операций по обеспечению безопасности, Намалиу сделал заявление, что отношения между странами ещё никогда не были так крепки.